# Arrabi-mor
Arrabi-mor, também denominado arrabiado-mor (arabiado-mor), rabino-mor ou simplesmente rabi-mor (chefe máximo dos judeus), era o representante máximo da sociedade judaica, na época medieval, e era de nomeação régia.
Exercia assim influência junto ao rei e com isso conseguia proteção, favores e privilégios ao seu povo.
Este funcionário superior era um cortesão da estrita confiança dos monarcas, geralmente seu físico, rendeiro ou gestor das finanças do reino, quer nas funções de almoxarife mor do reino ou de tesoureiro mor do reino, com uma ampla gama de atribuições.
Cabia a ele julgar as causas que envolviam os judeus, após os processos terem sido avaliados pelos rabis comunais. Ele era responsável pelo parecer final dos processos.
Em documentos de 1382, D. Fernando I de Portugal equipara o cargo de rabi mor ao de corregedor na corte e meirinho, permitindo-lhe que trouxesse cadeia e selo.
Possuía a sua própria chancelaria, ouvidores, tabeliães gerais, tabeliães e escrivães que o acompanhavam, sempre que se deslocasse com a corte ou só. Assim como, cadeia própria que o acompanhava, com o respectivo carcereiro, quando das suas deslocações pelo reino. Acompanha-o, ainda, um outro ouvidor, um letrado, especialista no Talmude.
Cabia-lhe também convocar as assembleias gerais ou assembleias plenas (cortes) dos súbditos judeus do rei de Portugal, a pedido deste e sempre que este desejasse ouvir as comunas, pela voz dos seus procuradores, sobre assuntos diversos, geralmente de natureza económica e fiscal.
Eram seus representantes, e por ele nomeados, os ouvidores das comarcas, cujo número é fixado, por D. João I, em sete, atuando, respetivamente, no Porto, Torre de Moncorvo, Viseu, Covilhã, Santarém, Évora e Faro.
A frente das comunas, encontravam-se os rabis menores que também eram juizes das causas cíveis e criminais que envolviam esse grupo. Os julgamentos eram realizados, segundo a lei mosaica, prescrita nas palavras sagradas do Pentateuco, nos estudos rabínicos e mediante o juramento dos judeus na sinagoga sobre a Torá, na presença da autoridade civil de ambas as partes e junto a um representante da Coroa. As partes podiam apelar para o Arrabi-mor, ou para o ouvidor da comarca. E nos casos em que as partes não quisessem apelar ao Arrabimor, podiam recorrer à suprema instância, para que fosse feita a justiça do reino.
O arrabi-mor usava essa fórmula: N. N. Arrabi-moor por meu Senhor El Rei das Comunas dos Judeus de Portugal e do Algarve a quantos esta Carta virem ou ouvirem.
Em carta emitida a 23 de julho de 1468, o rei D. Afonso V de Portugal, a pedido de seu sobrinho, D. Fernando, conde de Guimarães, e invocando dissensões internas, extingue esse mesmo arrabiado-mor, fragmentando algumas das suas competências noutros cargos então criados.

## Arrabis-mores em Portugal
Alguns judeus tiveram destaque econômico e acabaram se tornando arrabi-mor do reino português, pois além de receberem proteção régia, ainda participavam do Concelho e representavam seus companheiros de fé junto ao rei.
Remonta a D. Afonso Henriques a existência de um rabi mor dos judeus portugueses. Os primeiros detentores do cargo foram os Ibn Yahia ou Negro. Muito provavelmente constituíram o que poderíamos designar uma dinastia de rabis mores vitalícios, até à morte de Guedelha, na segunda metade do século XIV, altura em que os Negro seriam substituídos por dois imigrantes: Moisés Navarro, cuja família veio para Portugal no reinado de D. Dinis, e Juda Aben Menir, também natural de Navarra. Negro seriam, de novo, os dois últimos rabis mores vitalícios de Portugal, Guedelha e seu filho, Abraão, que ocupou o arrabiado mor até à sua extinção e desagregação noutros cargos.
Então foram estes alguns dos arrabis-mor de maior destaque no Reino de Portugal:
- Judah Ben Yahia, Guadelha ibn Judá, Mestre Guadelha ou  simplesmente Guedelha, de natura de Torres Vedras,[18] que atuou no tempo de D. Dinis I,
- Mestre Moisés, físico de D. João I e representante dos judeus junto às Cortes,
- D. Judá Cohen, que foi sucessor de Mestre Moisés
- D. Judá Negro, jurista, astrólogo e trovador da corte da rainha D. Filipa de Lancastre, esposa de D. João I.
- Abraam Guedelha, também conhecido pelo homônimo Guedelha Palaçano, foi Arrabi-mor de D. Afonso V, proprietário de muitas terras em Lisboa, atuou como físico e astrólogo. Escreveu um tratado de Astrologia em que explicava a previsão de futuro realizada através da leitura dos astros. Foi expulso de Portugal em 1483, acusado de conspirar contra D. João II.[19]

O historiador e investigador D. António Caetano de Sousa refere que Fernando de Almada, 2.º conde de Avranches, terá sido nomeado para este cargo ̟por D. Afonso V, mas na verdade este terá sido extinto como é referido acima. No entanto, este terá usufruído das rendas das comunidades judaicas e provavelmente recebido parte das suas funções, conforme se sabe através da mesma informação, porque este encargo de rabi-mor foi distribuído por diferentes departamentos do governo.